# Bạo loạn tháng 5 năm 1998 ở Indonesia
Bạo động tháng 5 năm 1998 tại Indonesia (tiếng Indonesia: Kerusuhan Mei 1998) là các sự kiện bạo lực quần chúng có tính chất chủng tộc, phát sinh trên khắp Indonesia, chủ yếu tại Medan (4–8 tháng 5), Jakarta (12–15 tháng 5), và Surakarta (13–15 tháng 5). Bạo động bắt nguồn từ các vấn đề kinh tế, trong đó có thiếu thực phẩm và thất nghiệp hàng loạt, và cuối cùng khiến cho Tổng thống Soeharto phải từ nhiệm và chính phủ Trật tự Mới sụp đổ. Các mục tiêu chủ yếu trong bạo động là người Hoa, tuy nhiên, hầu hết những người thiệt mạng trong bạo động là những kẻ cướp bị thiêu trong hỏa hoạn. Ước tính có trên 1.000 người thiệt mạng trong bạo động. Có ít nhất 168 trường hợp hiếp dâm được tường thuật, và thiệt hại vật chất trị giá 3,1 nghìn tỷ rupiah.

## Bối cảnh
Ngày 27 tháng 7 năm 1996, các quân nhân, cảnh sát viên và thường dân tấn công trụ sở của Đảng Dân chủ Indonesia (PDI) tại Trung Jakarta, là nơi đang bị chiếm giữ bởi những người ủng hộ thủ lĩnh của đảng này là Megawati Soekarnoputri — con gái của cố Tổng thống Sukarno. Megawati được bầu làm thủ lĩnh đảng trong đại hội vào tháng 12 năm 1993. Tuy nhiên, chính phủ Trật tự Mới nhận định sự kiện bà được chọn gây ra một mối đe dọa. Ủng hộ quần chúng đối với Megawati và Đảng Dân chủ phát triển hướng đến bầu cử quốc hội 1997 và đe dọa đến địa vị chi phối của đảng cầm quyền Golkar. Chính phủ tuyên bố việc bổ nhiệm Megawati là vô hiệu và tổ chức một đại hội mới vào tháng 6 năm 1996, một thủ lĩnh mới được bầu ra trong đại hội này. Những người tấn công nói rằng họ hành động nhân danh tập thể lãnh đạo hợp pháp của đảng. Sự kiện tiến triển thành hai ngày bạo động tại Jakarta, chính phủ đổ lỗi cho Đảng Dân chủ Nhân dân (PRD) về sự việc. Bạo lực tiếp tục cho đến bầu cử vào ngày 29 tháng 5 năm 1997, kết quả bầu cử là Golkar chiến thắng với 74% số phiếu. Đảng Dân chủ bị phân chia chỉ nhận được 3% số phiếu, trong khi Đảng Phát triển Liên minh (PPP) gồm phần lớn là người Hồi giáo nhận được 22% số phiếu. Bầu cử bị phá hỏng do các trường hợp gian lận bầu cử phổ biến, gây phản đối quần chúng trong những người ủng hộ Đảng Phát triển Liên minh, vốn kêu gọi chính phủ tuân theo một quy trình dân chủ vì lo ngại rằng kết quả bị quần chúng bác bỏ.
Đương thời, Indonesia đang trải qua bùng nổ kinh tế với tăng trưởng GDP ở mức 8% vào năm 1996, dẫn đầu là lĩnh vực chế tạo. Tuy nhiên, năm tháng sau bầu cử, do hậu quả từ Khủng hoảng tài chính châu Á, rupiah sụt giá từ 2.450 xuống 4.000 đổi 1 USD từ tháng 7 đến tháng 10, và tăng trưởng kinh tế giảm xuống còn 1,4% trong quý IV. Bất lực trong việc ổn định kinh tế, chính phủ tìm kiếm trợ giúp từ Quỹ Tiền tệ Quốc tế. Đồng rupiah càng sụt giá hơn nữa khi vào tháng 1 năm 1998 giá trị chỉ còn bằng một phần sáu so với mức tiền khủng hoảng. Thất nghiệp và giá thực phẩm tăng lên, quần chúng mất tin tưởng vào năng lực của chính phủ trong việc xoay ngược tình hình kinh tế. Bạo lực lan tràn khắp đảo Java, song chính phủ thi hành quyền lực của mình trong tháng 2 và áp đặt một lệnh cấm 25 ngày đối với hoạt động kháng nghị đường phố. Các quan chức thực thi pháp luật được trao thẩm quyền tống giam bất kỳ ai tham gia các hoạt động chính trị vi phạm lệnh cấm.
Tháng 3 năm 1998, Soeharto lần thứ bảy được Hội nghị Hiệp thương Nhân dân (MPR) bầu làm tổng thống cho một nhiệm kỳ 5 năm. Bất chấp các yêu cầu về cải cách kinh tế và chính trị, Nội các Phát triển thứ bảy của ông bao gồm cả các thành viên gia đình và những bạn bè thân thiết của ông, trong đó có Phó tổng thống Bacharuddin Jusuf Habibie. Các cuộc tuần hành của sinh viên tại các khu trường sở gia tăng cường độ sau các sự kiện này.

## Bạo động

### Medan (4–8 tháng 5)
Sang đầu tháng 5, các sinh viên đã tuần hành trong các khu trường sở khắp Medan trong gần hai tháng. Đi kèm với số lượng người tuần hành gia tăng là gia tăng yêu cầu từ công chúng về cải cách tổng thể. Ngày 27 tháng 4, việc một sinh viên tử vong do tai nạn giao thông bị đổ lỗi cho các quan chức an ninh, những người đã bắn hơi cay vào khu trường sở. Trong vài ngày sau đó, xung đột giữa các sinh viên và lực lượng an ninh gia tăng. Vào ngày 2 tháng 5, một phòng trưng bày "ô tô quốc gia" Timor bị tấn công, chế tạo ô tô này là sự phát triển gây tranh luận do con trai Tổng thống là Tommy Soeharto khởi xướng.
Khi chính phủ tuyên bố vào ngày 4 tháng 5 rằng sẽ tăng giá xăng thêm 70% và tăng giá điện gần ba lần, các nhóm khu trường sở phản ứng. Trên 500 sinh viên tập trung tại Học viện Quốc gia Sư phạm và Giáo dục (IKIP Negeri). Lực lượng an ninh ngăn chặn các sinh viên rời khỏi khu trường sở và được cho là ném bom xăng vào những người tuần hành. Mặc dù các sinh viên giải tán vào cuối buổi chiều, song lực lượng thay thế được đưa đến để giữ họ trong khu trường sở suốt tối. Khi họ được phép trở về nhà sau đó nhiều giờ, cảnh sát được tường thuật là chặn một nhóm sinh viên và hành hung họ. Tin tức về vụ tấn công này lan truyền qua vài nhân chứng, và một nhóm lớn sau đó tấn công và phá hủy một đồn cảnh sát giao thông. Khi cảnh sát đào thoát, những người kháng nghị bắt đầu tấn công các trung tâm mua sắm và các đồn cảnh sát khác. Hàng nghìn người đổ ra đường phố và đốt cháy các ô tô và cửa hàng trong suốt đêm muộn.
Sáng ngày 5 tháng 5, một đám đông tập trung tại một đồn cảnh sát, nơi được báo là giam giữ 50 người bị nghi ngờ tham dự cuộc tấn công vào đêm trước. Khi có thêm nhiều cảnh sát viên đến để đối diện với nhóm thì đồn bị tấn công. Đám đông chuyển hướng đến chợ Tembung gần đó, họ đốt các ô tô và tấn công các căn nhà. Các cửa hàng do người Hoa sở hữu bị cướp, theo tường trình họ để lại các dòng chữ "milik pribumi" (người bản địa pribumi sở hữu). Khi Lữ đoàn Cơ động đến vào buổi chiều, đám đông bị giải tán bằng hơi cay. Khi các doanh nghiệp tại Medan đóng cửa vào hôm sau, hàng nghìn người tấn công các chợ khắp thành phố và các huyện xung quanh. Cảnh sát và quân nhân chống bạo động bắn đạn cao su vào đám đông để giải tán họ song bất thành. Khi bạo lực kết thúc vào hai ngày sau đó, có sáu người thiệt mạng, và một trăm người bị thương. Cảnh sát bắt giam 51 người để thẩm vấn, thiệt hại được ước tính là hàng trăm tỷ rupiah.

### Jakarta (12–14 tháng 5)
Ngày 9 tháng 5, một ngày sau khi bạo lực tại Medan kết thúc, Tổng thống Soeharto đi tham dự hội nghị thượng đỉnh G15 tại Cairo, Ai Cập. Trước khi đi, ông kêu gọi quần chúng kết thúc kháng nghị. Trên nhật báo Suara Pembaruan ông phát biểu rằng "Tôi cho rằng nếu chúng ta tiếp tục làm như thế này thì sẽ không có tiến triển." Ông trở về Indonesia sớm hơn dự kiến, vào ngày 14 tháng 5, khi bạo lực tại Jakarta tồi tệ nhất. Khu trường sở của Đại học Trisakti tại Grogol, Tây Jakarta, trở thành nơi tập hợp của 10.000 sinh viên vào ngày 12 tháng 5. Họ lên kế hoạch tuần hành về phía nam hướng đến Tòa nhà Quốc hội, song lực lượng an ninh từ chối cho phép họ rời khỏi khu trường sở. Khi các sinh viên tiến hành biểu tình ngồi bên ngoài cổng trường, đạn được bắn ra sau khi họ ném đá vào cảnh sát. Bốn sinh viên thiệt mạng trong hỗn loạn sau đó.
Bắt nguồn từ sự kiện này, bạo lực quần chúng bắt đầu gần như đồng thời trên khắp Jakarta vào ngày hôm sau. Cửa hàng bách hóa Matahari tại Jatinegara và Yogya Plaza tại Klender bị dựng chướng ngại vật và bị đốt cố ý, ước tính rằng có ít nhất 1.000 người thiệt mạng trong các hỏa hoạn. Các đám đông cũng tấn công Glodok tại phần tây bắc của thành phố, làm khu vực thương mại của phố Trung Hoa Jakarta bị thiệt hại nặng. Một số chủ cửa hàng được tường thuật là thuê côn đồ địa phương bảo vệ họ khỏi bạo lực do lực lượng an ninh phần lớn là vắng mặt. Bạo lực cũng diễn ra gần cảng Tanjung Priok ở phía bắc, thành phố Tangerang ở phía tây, và Kebayoran Baru ở phía nam. Các tài sản của người Hoa Indonesia là các mục tiêu phổ biến nhất.

### Surakarta (14–15 tháng 5)
Các cuộc kháng nghị của sinh viên tại Surakarta bắt đầu ngay từ tháng ba tại Đại học Muhammadiyah Surakarta (UMS) và Đại học Sebelas Maret (11 tháng 3) (UNS) và phát triển trong hai tháng tiếp đó, khiến cảnh sát cho người đóng bên ngoài hai khu trường sở nhằm ngăn chặn họ tiến ra đường phố. Ngày 8 tháng 5, trong sự kiện mà về sau gọi là "Thứ sáu đẫm máu", xung đột giữa sinh viên UNS và lực lượng cảnh sát khiến hàng trăm sinh viên bị thương. Tồn tại bằng chứng khai hỏa khi cảnh sát bắn hơi cay và đạn cao su.
Các sinh viên UMS xung đột với lực lượng an ninh vào ngày 14 tháng 5 trong một cuộc kháng nghị vụ xả súng Trisakti tại Jakarta. Một tường thuật về sự kiện cho rằng bạo lực bị kích động khi các sinh viên ném đồ vật vào cảnh sát từ trong trường. Lực lượng an ninh không thể giải tán nhóm, và đám đông 1.000 người giận dữ tiến về phía đông vào thành phố. Một phòng trưng bày ô tô Timor bị tấn công, gần giống như bạo lực tại Medan hồi đầu tháng. Kostrad (Lực lượng dự bị chiến lược Lục quân) đến khi đám đông tấn công các ngân hàng và tòa nhà công cộng tại trung tâm thành phố và ngăn họ đến tòa thị chính. Đám đông chia thành các nhóm nhỏ và tấn công các khu vực xung quanh Surakarta. Thêm nhiều người đổ ra đường khi các lốp xe bị đốt tại giao lộ. Khu trung tâm Surakarta không được bảo vệ, thêm vào đó là các thành viên của Kopassus (lực lượng đặc biệt) đã rời thành phố từ trước đó trong ngày. Một nhóm 15 "gian tế" được cho là chỉ đạo các đám đông bằng cách sử dụng bộ đàm và xúi giục một số vụ bạo lực sử dụng xà beng để cạy cửa các tòa nhà và ném bom xăng vào trong.
Do điện bị cắt trên toàn thành phố vào đêm đó, các cư dân không thể theo dõi tin tức về sự kiện trên sóng truyền hình và phát thanh. Thay vào đó, họ dựa vào báo địa phương Solo Pos để biết tin tức vào ngày hôm trước trong ngày 15 tháng 5. Do các vụ tấn công tiếp tục sang ngày thứ nhì, 10.000 sinh viên kháng nghị tổ chức một cuộc kháng nghị hòa bình riêng biệt và tuần hành từ khu trường sở UNS đến tòa thị chính, giải thích rằng họ không có liên hệ với bạo lực đám đông.

### Các thành phố khác
Ngày 14 tháng 5 năm 1998, tại Sidtopo, Surabaya, những người nổi loạn nhắm mục tiêu là các cửa hàng và nhà ở của người Hoa, tiến hành phóng hỏa. Sau náo loạn, mười nghìn người Madura đi tuần tra trên đường phố, được trang bị liềm. Đội điều tra sự thực chung phát hiện hai trường hợp hiếp dâm và bốn trường hợp tấn công tình dục.
Ngày 14 tháng 5 năm 1998, có ít nhất mười công sở, ngân hàng, và phòng trưng bày tại Padang, Tây Sumatera, bị các sinh viên nổi loạn ném đá trên đường tới văn phòng Hội nghị Hiệp thương Nhân dân tỉnh Tây Sumatra.
Trong cùng ngày, tại Palembang, Nam Sumatera, mười cửa hàng bị đốt, hơn chục ô tô bị những người nổi loạn đốt, và hàng chục người bị thương do các sinh viên tuần hành ném đá khi họ tiến đến Hội nghị Hiệp thương Nhân dân tỉnh Nam Sumatra. Hàng nghìn cảnh sát và binh sĩ được đặt bảo vệ các địa điểm khác nhau trong thành phố. Đội tình nguyện nhân đạo (TRUK) báo cáo rằng cũng phát sinh các trường hợp tấn công tình dục.
Ngày 15 tháng 5 năm 1998, hàng nghìn người nổi loạn từ Surakarta đến Boyolali, đốt các nhà máy, ô tô, nhà ở, cũng như cướp bóc các cửa hàng gần chợ Boyolali. Các ngân hàng đóng cửa trước lời đe dọa đốt chi nhánh Bank Central Asia tại Salatiga, và những người nổi loạn chặn đường từ Semarang đến Surakarta.

## Phản ứng

### Phản ứng của chính phủ

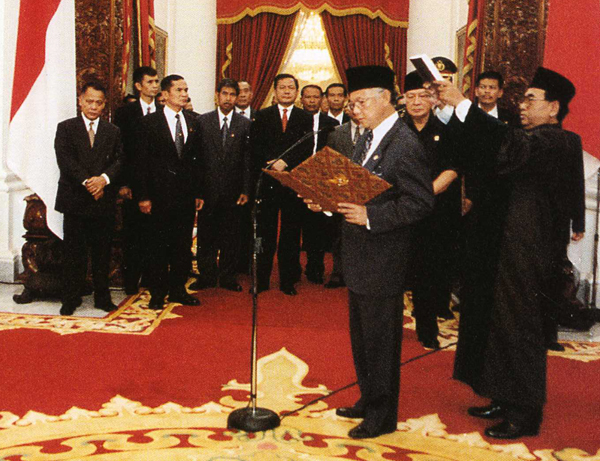
B. J. Habibie tuyên thệ nhậm chức tổng thống sau khi Soeharto từ nhiệm. Sau đó ông bổ nhiệm một đội điều tra sự thực về bạo loạn tháng 5.

Bạo lực tại Medan thu hút sự chú ý của các nhân viên an ninh quốc gia. Tư lệnh các lực lượng vũ trang Indonesia là Tướng Wiranto đi kinh lý các khu vực chịu tác động vào ngày 6 tháng 5 và phái quân đến giúp khôi phục ổn định trong thành phố. Hai ngày sau đó, Trung tướng Prabowo Subianto của Kostrad triển khai một trong những đơn vị của mình "đi hỗ trợ binh sĩ địa phương và đảm bảo với công chúng rằng các lực lượng khác sẵn sàng đến các khu vực gặp khó khăn khi có nhu cầu". Tuy nhiên, bạo lực vẫn không được kiềm chế khi bạo loạn tiếp tục tại Medan trong ba ngày nữa sau khi Wiranto đến, khiến công chúng tin rằng các đơn vị được triển khai ít thi hành mệnh lệnh. Trật tự cuối cùng được vãn hồi khi tư lệnh quân đội khu vực là Yuzaini yêu cầu trợ giúp của các lãnh tụ cộng đồng và các tổ chức thanh niên để đội tuần tra địa phương làm việc cùng lực lượng an ninh. An ninh kém tích cực tiếp diễn khi bạo lực leo thang tại Jakarta, và những nhà lãnh đạo quân sự phụ trách an ninh tại thủ đô—Wiranto, Prabowo, và Susilo Bambang Yudhoyono—vắng mặt. Phản ứng của quân đội và cảnh sát tại thủ đô là mâu thuẫn. Các binh sĩ tại khu vực phía bắc của Mangga Besar bị cho là đứng bên và cho phép những kẻ cướp ra đi với hàng hóa cướp được. Tại Slipi ở phía tây, các binh sĩ được cho là liều mạng để bảo hộ thường dân.
Tại Surakarta, đại diện quân đội là Sriyanto bác bỏ các cáo buộc rằng quân đội sao lãng, ông tuyên bố rằng lực lượng hạn chế do một số đơn vị đang trên đường đến Jakarta, trong khi vài đơn vị còn lại hỗ trợ cảnh sát kiểm soát những người kháng nghị tại Đại học Muhammadiyah. Đại bộ phận, quân đội mô tả bạo lực "theo quan điểm các đám đông mất trí, hành động mất kiểm soát và tự phát, số lượng đông hơn lực lượng an ninh". Susuhunan Pakubuwono XII, quân chủ truyền thống của Surakarta, lên án bạo lực là hành vi "không phù hợp với các giá trị văn hóa của người Solo". Ông cũng xuất hiện hiếm hoi vào ngày 19 tháng 5 để biểu thị tình đoàn kết của giới tinh hoa với các nạn nhân của bạo lực. Trong một cuộc tập trung với 5.000 sinh viên tại cung điện, ông cam kết tượng trưng 1.111.111 Rupiah để hỗ trợ các yêu cầu cải cách của sinh viên.
Tình hình hiển nhiên rằng Soeharto đã mất kiểm soát đối với các thủ lĩnh quân sự cấp cao, ông từ nhiệm một tuần sau bạo lực, vào ngày 21 tháng 5. Hai tháng sau đó, ngày 23 tháng 7, người kế nhiệm là Bacharuddin Jusuf Habibie bổ nhiệm một Đội điều tra sự thực chung (tiếng Indonesia: Tim Gabungan Pencari Fakta, TGPF) để tiến hành điều tra chính thức bạo động tháng 5. Trong quá trình điều tra, đội gặp khó khăn trong tìm kiếm nhân chứng sẵn sàng làm chứng, và đội chỉ có ba tháng để điều tra bạo động tại sáu thành phố. Dữ liệu thu thập được phần lớn đến từ các tổ chức phi chính phủ và Diễn đàn cộng đồng về đoàn kết dân tộc (Bakom PKB) do chính phủ bảo trợ, vốn đã biên soạn từ nhiều báo cáo của cảnh sát về các sự kiện. Báo cáo đầy đủ tổng cộng có hàng trăm trang, song không bao giờ được đưa ra công chúng và chỉ các thành viên của đội, các bộ trưởng có liên quan, và một vài nhà nghiên cứu tiếp cận được. Truyền thông nhận được một bản tóm tắt gồm 20 trang bằng tiếng Indonesia và tiếng Anh, sau đó chúng được phân phối rộng rãi trên Internet.

### Phản ứng của công chúng
Người Hoa Indonesia tại Medan trở thành nạn nhân của các kẻ cướp địa phương, chúng đe dọa cộng đồng bằng bạo lực. Trước bạo động, người Hoa thường sử dụng các phương thức ngoài pháp luật để đảm bảo sự bảo hộ và an ninh cho mình. Tuy nhiên, trong bạo lực, sau các đe dọa thường là cướp bóc các cửa hàng và doanh nghiệp do người Hoa sở hữu. Người Hoa Indonesia tức giận và cảm thấy bị phản bội trước hành động này, nhiều người đào thoát sang Malaysia, Singapore, hoặc đến các địa phương khác tại Indonesia. Những người còn ở lại đối phó bằng cách vào các khách sạn do người bản địa sở hữu hoặc vũ trang bản thân tạo thành một nhóm phòng thủ cộng đồng. Tuy nhiên, các thành viên của cộng đồng bản địa phân biệt sự kiện này với bạo lực bài Hoa trước kia do các đe dọa chống người Hoa là "một bộ phận của đấu tranh xã hội-kinh tế và chính trị của thành phố". Họ cho rằng bạo động bị kích động do các tuần hành của sinh viên hoặc những tên côn đồ muốn làm mất uy tín phong trào cải cách.
Các câu chuyện về bạo lực tình dục với các thủ phạm hô các khẩu hiệu bài Hoa và các lời lăng mạ khác trong bạo động tại Jakarta khiến người Indonesia sửng sốt. Khi các sự cố bị cho là bạo lực do nhà nước bảo trợ, các tổ chức quốc gia và quốc tế lên tiếng nhiều hơn trong việc kêu gọi cải cách và chính phủ từ nhiệm. Thủ lĩnh Muhammadiyah là Amien Rais lên án bạo lực tại Surakarta, ông nhìn nhận rằng tình hình tại đây mang tính phá hoại nhiều hơn là tại Jakarta. Tổ chức Hồi giáo này quản lý khu trường sở UMS, nơi sinh viên xung đột với cảnh sát vào ngày 14 tháng 5 kích động bạo lực tiếp đó. Ông phát biểu rằng sự kiện Surakarta là hành động sắp đặt của một dalang (người điều khiển rối) thay vì là hành động quần chúng vô tổ chức, nó trở thành một tiêu đề quốc gia. Không giống như tại Jakarta, các công dân địa phương tại Surakarta không nhìn nhận bạo lực trong thành phố của họ là bài Hoa. Hầu hết người Hoa đào thoát trong bạo lực trở lại sau khi tình hình lắng xuống, không như tại Medan và Jakarta.

### Phản ứng của quốc tế
Khi bạo động phát sinh tại Jakarta, chính phủ Hoa Kỳ ra lệnh di tản "những người phụ thuộc và nhân viên không cần thiết". Bộ Ngoại giao Hoa Kỳ cũng khuyến cáo các công dân của mình rời khỏi Indonesia bằng các chuyến bay thương mại hoặc chuyến bay di tản do Hoa Kỳ tổ chức. USS Belleau Wood và Phi đội trực thăng hàng hải "Flying Tigers" của nó đóng tại khu vực trong kế hoạch di tản dự phòng các công dân Hoa Kỳ và nhân viên đại sứ quán, được gọi là Chiến dịch Bevel Incline. Trong "Indonesia Country Report on Human Rights Practices for 1998" của Bộ Ngoại giao Hoa Kỳ, Hoa Kỳ cáo buộc chính phủ của Suharto vi phạm "lạm dụng nhân quyền nghiêm trọng". Báo cáo cũng đề cập rằng cảnh sát ném đá và bắn vào các ký giả ngoại quốc đang đưa tin một xung đột giữa sinh viên và lực lượng an ninh vào ngày 6 tháng 5.
Khi tin tức về các vụ tấn công nhằm vào người Hoa Indonesia trong bạo động tiếp cận cộng đồng người Hoa quốc tế, bạo động bị dán nhãn là bản chất "bài Hoa". Trong một thư gửi Tổng thống Habibie, thủ lĩnh của Đảng Dân chủ Hồng Kông là Lý Trụ Minh viết rằng "mức độ nghiêm trọng của hai ngày náo loạn này gợi lên so sánh với các cuộc tấn công chống người Do Thái của chế độ Quốc xã." Người Hoa tổ chức hoạt động kháng nghị thông qua Global Huaren do một người gốc Hoa là Joe Tan tại New Zealand lập nên. Tan lập ra trang thông tin nhằm phản ứng trước "vẻ lãnh đạm" khắp thế giới và truyền tin tức về bạo lực đến các chuyên gia và đồng sự. Các thành viên sau đó phối hợp biểu tình trước các đại sứ quán và lãnh sự quán của Indonesia tại các thành phố chính trong Vành đai Thái Bình Dương. Đoàn kết từ cộng đồng quốc tế đem đến một nhận thức mới về dân tộc và quốc gia trong người Hoa tại Indonesia "do hy sinh cho người khác quá lâu".
Sau các hành động kháng nghị trước Đại sứ quán Trung Quốc tại Bắc Kinh trong tháng 8, Bộ trưởng Ngoại giao Trung Quốc Đường Gia Triền trực tiếp kêu gọi chính phủ Indonesia đảm bảo sự bảo vệ đối với các cộng đồng người Hoa Indonesia. Trong một chuyến công du đến Jakarta vào tháng 11, Thủ tướng Trung Quốc Giang Trạch Dân phát biểu "người Hoa Indonesia sẽ không chỉ phục vụ... ổn định trường kỳ của Indonesia, mà cũng... phát triển ôn hòa của quan hệ hợp tác hữu nghị với các quốc gia láng giềng." Tại Trung Quốc, bạo động được gọi là "Thứ năm Đen" (黑色的五月), theo một phim tài liệu VCD về các sự kiện của Nhà xuất bản Phát thanh Truyền hình Trung Quốc phát hành trong tháng 10. Chính phủ Đài Loan đe dọa rút đầu tư từ Indonesia, được ước tính là 13 tỷ USD vào năm 1998, và ngăn chặn người lao động Indonesia vào Đài Loan, đương thời số người lao động Indonesia tại Đài Loan đạt 15.000. Đài Loan viện dẫn các lời đe dọa "dựa trên các nguyên tắc bảo vệ Hoa kiều và bảo vệ nhân quyền". Ngày 9 tháng 8, Bộ trưởng Đầu tư Indonesia Hamzah Haz đi máy bay sang Đài Loan và xin lỗi về bạo lực trong khi xúc tiến đầu tư vào Indonesia. Đồng thời, một phái đoàn của Đài Loan họp với Bộ trưởng Quốc phòng Wiranto, cũng như một số bộ trưởng khác.

## Hậu quả và di sản

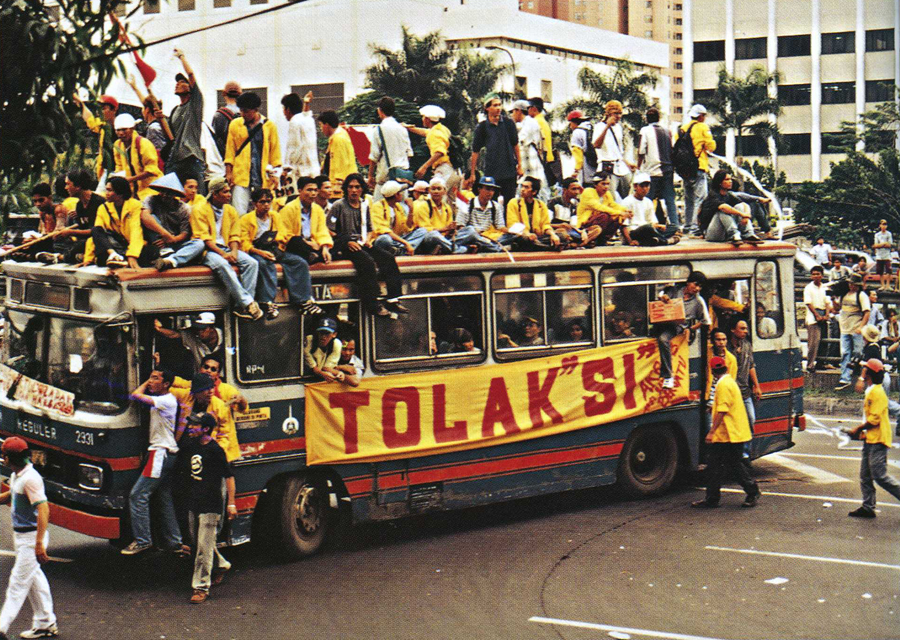
Các sinh viên diễu hành để bác bổ một phiên họp đặc biệt của Hội nghị Hiệp thương Nhân dân vào tháng 11 năm 1998.

Trong hơn một tuần sau bạo động tại Jakarta, cư dân địa phương lo ngại cho an toàn của bản thân và ở trong nhà. Hầu hết các ngân hàng, doanh nghiệp, và tòa nhà công cộng vẫn đóng cửa tại các thành phố lớn trên toàn quốc. Một số văn phòng chính phủ mở cửa trở lại nhằm kỷ niệm ngày Nhận thức quốc gia 20 tháng 5. Bất chấp các lo ngại rằng bạo động có thể tệ hơn, chỉ có ba sự kiện cổ phát sinh tại các thành phố nhỏ. Số liệu thương vong tại thủ đô có mâu thuẫn, tổ chức những Người tình nguyện vì Nhân đạo (tiếng Indonesia: Tim Relawan untuk Kemanusiaan, TRuK) phi chính phủ tường thuật có 1.109 người thiệt mạng do hỏa hoạn, 27 người bị bắn chết, 91 người bị thương, và có thêm 31 người mất tích. Cảnh sát báo cáo có 463 trường hợp tử vong và 69 trường hợp bị thương, trong khi chính quyền Jakarta báo cáo có 288 trường hợp tử vong và 101 trường hợp bị thương. Thiệt hại về tài sản ước tính là 2,5 nghìn tỷ Rupiah (238 triệu USD), chính quyền thủ đô báo cáo có 5.723 tòa nhà và 1.948 xe cộ bị phá hủy, trong khi cảnh sát báo cáo 3.862 tòa nhà và 2.693 xe. Thiệt hại tại Surakarta ước tính là 457 tỷ Rupiah (46 triệu USD), người Hoa Indonesia chịu hầu hết thiệt hại vật chất.
Các thành viên của Đội điều tra sự thực chung do Habibie bổ nhiệm cho rằng nhiệm vụ tìm kiếm sự thực đằng sau bạo lực bao gồm việc đưa ra kết luận và có kiến nghị. Mặc dù họ được tiếp cận với các thành viên trong giới tinh anh quân sự, song các phát hiện của họ xung đột với quân đội và chính phủ. Các quan chức chính phủ và giới tinh anh quân sự bác bỏ hoặc phớt lờ các phát hiện của đội. Các đoạn trong báo cáo cũng không được truyền thông quốc gia thừa nhận. Hội nghị Hiệp thương Nhân dân cuối cùng tuyên bố bạo động là các hành vi "tội ác thông thường". Sự sụp đổ của chính phủ Soeharto làm kịch liệt hóa các phong trào ly khai tại các tỉnh Aceh, Irian Jaya, và Đông Timor. Các xung đột dân tộc và tôn giáo cũng bùng phát tại Maluku và Trung Sulawesi do tình trạng pháp luật và trật tự xấu đi. Trong một trưng cầu ý kiến vào tháng 1 năm 1999 trên The Jakarta Post, 77% số người trả lời xếp mức độ an ninh công cộng là tệ hoặc rất tệ. Các điều kiện kinh tế tiếp tục biến động trong vài tháng đầu trong nhiệm kỳ tổng thống của Habibie, và Cảnh sát quốc gia báo cáo rằng tội phạm tăng 10% trong năm 1998.
Trong lo sợ, từ 10.000 đến 100.000 người Hoa đào thoát khỏi Indonesia. Hàng nghìn ngoại kiều cũng rời khỏi Indonesia, một số người được đại sứ quán nước họ sơ tán.
Có hàng chục tường thuật về việc phụ nữ người Hoa bị cưỡng hiếp. Một số nguồn ghi rằng trên 1.500 người bị giết và trên 468 (168 nạn nhân chỉ tại Jakarta) người bị hiếp dâm tập thể trong bạo động. TRUK tường thuật có 168 trường hợp tấn công tình dục, 152 tại Jakarta và 16 tại Surakarta, Medan, Palembang, và Surabaya; trong số các nạn nhân có 20 người thiệt mạng cho đến 14 tháng 7 năm 1998. Bộ Ngoại giao Hoa Kỳ ghi rằng:
Sau bạo động, các cáo buộc hiếp dâm tập thể quy mô lớn phụ nữ người Hoa trở thành một tin tức quốc tế hàng đầu, buộc Chính phủ thành lập một đội điều tra sự thực để điều tra về bạo động và hiếp dâm. Đội phát hiện ra các phần tử của lực lượng đặc biệt quân đội Indonesia (Kopassus) có dính líu đến bạo động, một số trong đó cố tình kích động. Hội đồng Nhân quyền Liên Hợp Quốc đến Indonesia cũng xác nhận 66 nạn nhân bị hiếp dâm ra trình diện, đa số họ là người Hoa Indonesia, cũng như nhiều hành động bạo lực khác chống lại phụ nữ— 

### Cáo buộc quân đội tham dự
Dựa trên các báo cáo về sự thiếu hoạt động của quân đội trong bạo động, Đội điều tra sự thực chung đưa ra một cáo buộc chưa từng có chống lại giới tinh anh quân sự. Đội kết luận rằng "Lực lượng vũ trang không lường trước được bạo động, thiếu liên lạc giữa sở chỉ huy và thực địa, và như một hệ quả là lực lượng phản ứng chậm chạp trong hầu hết trường hợp và đôi khi là không làm gì". Các binh sĩ bị cáo buộc cho phép bạo động tiếp tục tại một số khu vực, trong khi những người khác lưỡng lự trong việc khai hỏa vào thường dân phù hợp với học thuyết lực lượng vũ trang. Bằng chứng về quyết định từ "các cấp cao nhất" của chính phủ khiến đội kết luận bạo lực là "một nỗ lực nhằm tạo một tình thế nguy cấp mà theo đó yêu cầu hình thành một chính phủ ngoài hiến pháp nhằm kiểm soát tình hình". Tuy nhiên, các thành viên của đội thừa nhận rằng câu chuyện thiếu một liên kết quyết định giữa quân đội và những người bạo động.
Điều tra tiết lộ rằng bạo lực tại Jakarta là kết quả của một đấu tranh nội bộ trong giới tinh anh quân sự để trở thành người kế nhiệm Suharto, hiển nhiên rằng các khu vực chịu thiệt hại nằm gần các căn cứ quân sự cùng một số báo cáo rằng những người tổ chức bạo loạn có đặc điểm giống như người của quân đội. Nhiều người cho rằng tư lệnh Kostrad là Prabowo Subianto tìm cách kế vị cha vợ và thèm muốn vị trí tư lệnh các lực lượng vũ trang của Wiranto, là người được ủng hộ để kế vị Suharto. Ông cũng bị tình nghi tổ chức các vụ bắt cóc sinh viên và nhà hoạt động trước bầu cử năm 1997. Cùng với Sjafrie Sjamsoeddin, Prabowo nhắm mục tiêu khủng bố các đối thủ của chính phủ và để thể hiện rằng Wiranto là "một tư lệnh bất tài không thể kiểm soát rối loạn". Trong các tháng 8 và 9, đội điều tra sự thực phỏng vấn Prabowo, Sjafrie, và các tư lệnh quân đội khác về các hành động của họ trong bạo động Jakarta. Prabowo khẳng định rằng ông không rõ về di chuyển chính xác của quân đội trong thủ đô và làm theo Sjafrie. Trong khi đó, Sjafrie mập mờ trong lời khai và nói rằng lực lượng an ninh đã bảo vệ "các địa điểm ưu tiên".
Trong báo cáo ban đầu, đội điều tra sự thực nghi ngờ rằng vào tối ngày 14 tháng 5, Prabowo họp với một số nhân vật lực lượng vũ trang và dân sự nổi bật tại trụ sở của Kostrad để thảo luận về tổ chức bạo lực. Tuy nhiên, điều này sau đó bị một số người tham dự cuộc họp bác bỏ, trong đó có luật sư nhân quyền Adnan Buyung Nasution và thành viên của Đọi điều tra sự thực chung là Bambang Widjojanto. Những chứng cứ tiếp theo về Prabowo trong những năm sau đó mâu thuẫn với báo cáo của đội và dẫn đến sự hoài nghi về các cáo buộc của đội. Khi Suharto từ nhiệm vào ngày 21 tháng 5, cả Prabowo và Wiranto đều bị bỏ qua để tán thành chuyển giao quyền lực theo hiến pháp cho Phó Tổng thống Habibie. Prabowo bị chuyển sang một chức vụ không có thực quyền vào hôm sau, rồi bị cho giải ngũ trong tháng 8. Ông và Wiranto phủ nhận việc bị giải ngũ là một kết quả của hành động kỷ luật.